# Zulia (staat)
Zulia is een deelstaat van Venezuela. De deelstaat heeft als hoofdstad Maracaibo en ligt in het noordwesten van Venezuela bij het meer van Maracaibo. De Maracuchos komen uit de deelstaat Zulia.

## Geschiedenis
In 1914 werd aardolie gevonden bij het Meer van Maracaibo, waardoor Zulia van een uithoek veranderde in de economische motor van Venezuela. Daardoor is in de afgelopen eeuw meermalen sprake geweest van een mogelijke afscheiding van Zulia.
De staat werd een bolwerk van oppositie tegen het bewind van Hugo Chavez en zijn opvolger Nicolás Maduro. De achtereenvolgende gouverneurs Manuel Rosales, Oswaldo Alvarez en Pedro Perez werden door het regime gearresteerd.

## Gemeenten
| Nr. | Gemeente                | Inwoners  | Hoofdplaats               | Inwoners  |
| --- | ----------------------- | --------- | ------------------------- | --------- |
| 1   | Almirante Padilla       | 14.256    | El Toro                   | 14.256    |
| 2   | Baralt                  | 97.912    | San Timoteo               | 81.017    |
| 3   | Cabimas                 | 299.108   | Cabimas                   | 280.171   |
| 4   | Catatumbo               | 106.114   | Encontrados               | 43.779    |
| 5   | Colón                   | 153.353   | San Carlos del Zulia      | 126.353   |
| 6   | Francisco Javier Pulgar | 51.061    | Pueblo Nuevo-El Chivo     | 41.740    |
| 7   | Jesús Enrique Lossada   | 120.478   | La Concepción             | 120.478   |
| 8   | Jesús María Semprún     | 39.648    | Casigua el Cubo           | -         |
| 9   | La Cañada de Urdaneta   | 92.463    | Concepción                | 92.463    |
| 10  | Lagunillas              | 245.283   | Ciudad Ojeda              | 240.283   |
| 11  | Machiques de Perijá     | 140.680   | Machiques                 | 132.734   |
| 12  | Mara                    | 248.555   | San Rafael del Moján      | 61.141    |
| 13  | Maracaibo               | 1.972.040 | Maracaibo                 | 1.972.040 |
| 14  | Miranda                 | 101.527   | Los Puertos de Altagracia | 101.527   |
| 15  | Guajira                 | 72.650    | Sinamaica                 | 16.426    |
| 16  | Rosario de Perijá       | 95.523    | La Villa del Rosario      | 95.523    |
| 17  | San Francisco           | 581.009   | San Francisco             | 581.009   |
| 18  | Santa Rita              | 61.303    | Santa Rita                | 61.303    |
| 19  | Simón Bolívar           | 47.535    | Tía Juana                 | 45.703    |
| 20  | Sucre                   | 67.500    | Bobures                   | 8.012     |
| 21  | Valmore Rodríguez       | 64.918    | Bachaquero                | 62.673    |

| Detailkaart |
| --- |
| Colombia Barinas Falcón Lara Mérida Táchira Trujillo Golf van Venezuela Meer van Maracaibo 1 2 3 4 5 6 7 8 9 10 11 12 13 14 15 16 17 18 19 20 21 |
| Gemeenten |